# Prix Limes
De Prix Limes (Frans: Prix d'Art Limes, Duits: Kunstpreis Limes) was een Europese kunstprijs die van 1988 tot 2006 tweejaarlijks werd toegekend in de Euregio SaarLorLux. Sinds 1991 wordt in deze Euregio ook de Prix d'art Robert Schuman uitgereikt.

## Achtergrond
In 1987 werd de Kunstverein / Cercle artistique LIMES e.V. opgericht, die zich richtte op het bevorderen van contacten tussen kunstenaars en culturele uitwisseling in de Euregio. De kunstenaarsvereniging was statutair gevestigd in het Duitse Welschbillig. Het initiatief werd gesteund door de partnersteden Aarlen (België), Esch-sur-Alzette (Luxemburg), Merzig (Duitsland) en Wittlich (Duitsland).
Tweejaarlijks werd een tentoonstelling georganiseerd in een van de partnersteden van de vereniging. Hieraan was een kunstwedstrijd verbonden, waaraan leden van de vereniging en gastkunstenaars uit de partnersteden konden meedoen. Een onafhankelijke jury selecteerde de werken en de prijswinnaars. Twee kunstenaars werden beloond met prijzen van in totaal 6000 euro, de beste jonge kunstenaar ontving een kunstbeurs.
Nadat de laatste voorzitter Christiane Hamann aftrad, werd geen opvolger gevonden en werd de vereniging in 2007 opgeheven.

## Laureaten
- 1990 - Victor Fontaine[3]
- 1992 - Gérard Claude
- 1994 - Guy Michels
- 1996 - Marc Haller en Marie-Josée Kerschen
- 1998 - Jürgen Waxweiler
- 2000 - Roger Dornseiffer
- 2002 - Sabine Scheer en Petra Jung
- 2004 - Sabine Scheer
- 2006 - Anna Recker (1e prijs) en Fränz Hulten (2e prijs)